# مارغريت بوفورت (كونتيسة ريتشموند وديربي)
السيدة مارغريت بوفورت هي أم الملك هنري السابع وجدة الملك هنري الثامن وهي من الشخصيات الرئيسية خلال حرب الوردتين ولها التأثير الكبير على حكم العائلة تيودور حتى وفاتها . كما أسست كليتين من كليات جامعة كامبريدج . أيضا يحتفل بميلادها في 31 مايو من كل عام في دير وستمنستر في لندن .
في عام 1485 وبعد مقتل الملك ريتشارد الثالث إنعدم المطالبين الشرعيين من العائلتين لانكاستر وعائلة يورك فأصبحت السيدة مارغريت بوفورت من العائلة بوفورت (إخوان لانكاستر) هي اقرب المطالبين الشرعيين لعرش الملك إدوارد الثالث وبذلك مررت التاج لإبنها هنري تيودور الذي يعرف بالملك هنري السابع.

## تورطها في حرب الوردتين

### عهد إدوارد الرابع
بلغت سنوات القتال بين قوات يورك ولانكاستر للسلطة ذروتها في معركة توتون عام 1461، حيث انتصر اليوركيون. كان حينها إدوارد الرابع ملك إنجلترا. أودى القتال بحياة والد زوجة مارغريت وأجبر جاسبر تيودور على الفرار إلى اسكتلندا ثم فرنسا لحشد الدعم لقضية لانكاستر. أعطى إدوارد الرابع الأراضي المملوكة لابن مارغريت لأخيه دوق كلارنس. أصبح هنري جناح السير ويليام هربرت. مرة أخرى، سُمح لبوفورت ببعض الزيارات لابنها.
في عام 1469، حرّض ريتشارد نيفيل، دوق كلارنس وإيرل وارويك الساخط على التمرد ضد إدوارد الرابع، وأسره بعد هزيمة قواته. استغلت بوفورت هذه الفرصة لمحاولة التفاوض مع كلارنس، على أمل استعادة حضانة ابنها وممتلكاته، لكن سرعان ما عاد إدوارد إلى السلطة.
أدى تمرد وارويك المستمر إلى إعادة تثبيت هنري السادس من لانكستر لفترة وجيزة بين عامي 1470-71، والتي انتهت فعليًا بانتصار اليورك في معركة بارنيت. في مواجهة حكم يورك مرة أخرى، زُعم أن مارغريت توسلت إلى جاسبر تيودور، الذي أجبر على الفرار إلى الخارج مرة أخرى، لأخذ هنري البالغ من العمر ثلاثة عشر عامًا معه. مرَّت أربعة عشر عامًا قبل أن ترى بوفورت ابنها مرة أخرى.
في عام 1471، توفي زوج مارغريت، اللورد ستافورد، متأثرا بجروح أصيب بها في معركة بارنيت، حيث كان يقاتل لصالح اليوركيين. في سنّ 28، أصبحت مارغريت أرملة مرة أخرى.
في يونيو عام 1472، تزوجت مارغريت من توماس ستانلي، صاحب لقبي الشرطة العليا ورجل الملك. اقترح جونز وأندروود (1993) أن مارغريت لم تعتبر نفسها أبدًا فردًا من عائلة ستانلي. كان زواجهما في المقام الأول زواجًا مدبرًا؛ إذ مكّنها من العودة إلى محكمة إدوارد الرابع وإليزابيث وودفيل. في الواقع، اقترحت غريستوود بأن بوفورت قد نظمت الزواج بهدف وحيد وهو إعادة بناء صورتها وتأمين مكانة رئيسية لها للدفاع عن ابنها. ومن الواضح أن جهودها كانت ناجحة بالفعل؛ تم اختيار مارغريت من قِبَل الملكة إليزابيث لتكون عرابة لإحدى بناتها.
يدعي هولينشيد، مؤرخ تيودور، أن الملك إدوارد الرابع اقترح لاحقًا زواجًا بين ابن بوفورت وابنته إليزابيث يورك، بهدف إجبار هنري تيودور على الخروج من ملاذه الآمن في القارة. يبدو أن الشاعر برنارد أندريه يؤكد ذلك، حيث كتب عن هروب تيودور المعجزة من براثن مبعوثي إدوارد، وزُعم أنه حذر من خداع والدته له.

### عهد إدوارد الخامس وريتشارد الثالث
بعد وفاة إدوارد الرابع في أبريل عام 1483 والاستيلاء على العرش في يونيو على يد ريتشارد الثالث، عادت مارغريت مجددًا إلى المحكمة لخدمة الملكة الجديدة آن نيفيل. اهتمت مارغريت بتدابير آن لمراسم التتويج. سعت مارغريت إلى عودة ابنها إلى إنجلترا، ومن الواضح أنها قد تفاوضت مع ريتشارد.
على الرغم مما قد توحي به هذه المفاوضات، من المعروف أن السيدة مارغريت قد تآمرت مع إليزابيث وودفيل، والدة أميري يورك اللذين احتجزهما ريتشارد في برج لندن، بعد انتشار شائعات عن مقتلهما. في هذه المرحلة، وفقًا لبوليدور فيرجيل، «بدأت بوفورت تأمل جيدًا بالحصول على ثروة ابنها».
يُعتقد أن بوفورت بدتأ مناقشاتها مع وودفيل، عبر طبيبهما المشترك لويس كارليون، الذي نقل مراسلات سرية بينهما. تآمرا معًا للاستيلاء على عرض الملك ريتشارد واستبداله بالقوة المشتركة بنجل مارغريت، هنري تيودور. ضمن تحالفهما الراسخ السلالة اللاحقة من خلال خطوبة هنري المتفق عليها إلى إليزابيث يورك. كانا يأملان في أن يجتذب هذا الاقتراح الدعم اليوركي واللانكاستري.
فيما يتعلق بمصير الأمراء، من المعتقد على نطاق واسع أن ريتشارد الثالث أمر بإنهاء حياة ابني أخيه لتأمين فترة حكمه. ومع ذلك، يشير غريستوود إلى أن شخصًا آخر كان مسؤولًا عن ذلك؛ من المؤكد أن طريق هنري تيودور إلى العرش قد تم تسريعه بعد حادثة اختفائهما، وربما – بصفته «ممثل مَلَكي مخضرم وملتزم تمامًا» - كان دافعًا كافيًا لوالدته لإصدار الأمر.
على الرغم من هذا الاقتراح، لا توجد مصادر حديثة تؤكد ذلك حقًا، بينما تحدد معظم الروايات المعاصرة «صفاتها البارزة وشجاعتها ومنطقها وولائها لأسرتها وتحليها بالوعي العميق بالمسؤوليات الروحية للمنصب الرفيع»، مثلما أوضح جونز وأندروود». قبل جونز وأندروود، لم يكن هناك إجماع داخل المجتمع العلمي فيما يتعلق بدور مارغريت أو شخصيتها: تراوحت الآراء التاريخية بين الاحتفال بها وبين شيطنتها.
لم تبدأ التكهنات الدينية بأثر رجعي في انتقاد السيدة مارغريت حتى القرن السابع عشر، لكن حتى ذلك الحين فقط بصفتها «امرأة سياسية ومدبرة للغاية» إذ لم تكن تتحلى بأي شيء يتجاوز الدهاء أو المنطق. كل الأشياء التي تم أخذها في الاعتبار، بحسب معاصريها، مثل مؤرخ تيودور بوليدور فيرجيل، تستمر في تمجيد فضائل السيدة مارغريت النبيلة باعتبارها «أكثر النساء تحليًا بالتقوى، ما يزيد من اتهاماتها بالشر».
أشاد إيراسموس، في كتابته عن صديقه الأسقف، القديس جون فيشر، بدعم مارغريت للمؤسسات الدينية والأسقف، وشهد كذلك على الطبيعة البراغماتية والخيرية المتزامنة التي تشهدها الخطبة الجنائزية التي كرسها الأسقف نفسه، على النحو المبين في القسم التالي.
في عام 1483، شاركت مارغريت بالتأكيد - إن لم يكن العقل المدبر وراءه - تمرد باكنغهام. في الواقع، في سيرته الذاتية لريتشارد الثالث، يصف المؤرخ بول موراي كيندال بوفورت بأنها «أثينا التمرد». ربما بدوافع مزدوجة (لأنه ربما كان يرغب في التاج لنفسه)، تآمر باكنغهام مع بوفورت ووودفيل للإطاحة بريتشارد. كان على ابن مارغريت الإبحار من بريتاني للانضمام إليه، لكنه وصل بعد فوات الأوان.

في أكتوبر، ثبت أن مخطط بوفورت لم ينجح؛ إذ تم إعدام الدوق وأجبر تيودور على العودة عبر القناة الإنجليزية. يبدو أن بوفورت لعبت دورًا كبيرًا في تمويل التمرد. ردًا على خيانتها، أصدر ريتشارد قانونًا برلمانيًا يجرّد مارغريت من جميع ألقابها وممتلكاتها، معلنًا إدانتها بما يلي:
«أثناء حكم مارغريت بصفتها كونتيسة ريتشموند، وأم أعظم أشكال التمرد والخيانة، هيري إيرل من ريتشموند، تآمرت مؤخرًا ووافقت على الخيانة العظمى ضد الملك ريتشارد الثالث، من خلال نقل الرسائل والكتابة بالرموز إلى هنري.. وأيضًا تآمر الكونتيسة المذكورة من أجل الحصول على المال... ثم في تدمير عرش ملكنا..»
ومع ذلك، توقف ريتشارد عن تحقيق هدف كامل من خلال نقل ممتلكات مارغريت إلى زوجها اللورد ستانلي. قام أيضًا بسجن مارغريت فعليًا في منزل زوجها على أمل منع أي مراسلات أخرى مع ابنها. ومع ذلك، فشل زوجها في وقف تواصل مارغريت المستمر مع ابنها. عندما حان الوقت لهنري للضغط على ادعائه، اعتمد بشكل كبير على والدته لحشد الدعم له في إنجلترا.
لم يستجب ستانلي زوج مارغريت، على الرغم من أنه قاتل من أجل ريتشارد الثالث خلال تمرد باكنغهام، عندما تم استدعاؤه للقتال في معركة بوسوورث في عام 1485، وظل بعيدًا عن المعركة، على الرغم من أن ابنه الأكبر، جورج ستانلي (على غرار اللورد سترينجتم أسره من قِبَل ريتشارد. بعد المعركة، كان ستانلي هو الذي وضع التاج على رأس ابن زوجته (هنري السابع)، الذي جعله لاحقًا يحصل على لقب إيرل ديربي. ثم أُطلق على مارغريت لقب «كونتيسة ريتشموند وديربي». حصلت أيضًا على لقب سيدة فرسان الرباط في عام 1488.